# Église de Teisko
L’église de Teisko (finnois : Teiskon kirkko) est une église  située dans le quartier de Terälahti à Tampere en Finlande,,.

## Présentation
Bâtie par  Matti Åkerblom en 1787–1788, l'église peut accueillir 850 personnes.
Le retable, représentant Jésus à Gethsémani, est peint en 1801 par Pehr Sundberg et Gabriel Sweidel. 
Le vitrail du chœur est d'Albert Edelfelt.
La direction des musées de Finlande a classé l'église et le manoit de Teiskola parmi les sites culturels construits d'intérêt national.